# Історико-краєзнавчий музей «Сколівщина»
Історико-краєзнавчий музей «Сколівщина» — комунальний заклад Сколівської міської ради. 
Музей засновано у 2017 і відкрито у 2018 році. Керівник музею — Зінкевич Тетяна Романівна.

## Історія
Музей створений відповідно до рішення Сколівської районної ради від 17 серпня 2017 року. Урочисто відкритий з 14 жовтня 2018.

## Експозиція
Експозиції розміщені на трьох поверхах, у 12 виставкових залах.
Серед зібраного в першій залі містяться елементи бойківського лісопромислу, сільськогогосподарського реманенту, речей побуту горян, елементів народних ремесел, природнього колориту.
У другій представлено інтер'єр бойківської хати, в якій знаходяться манекени газдині та сільського газди, одягнені у національні строї, старовинні ікони, бамбетель, креденц з глиняним посудом, писанками, куфер з приданим нареченої, вишиті рушники, сорочки, півки, киптарі, кожухи, прадавнє взуття.
Третя кімната — військова атрибутика, раритети часів I та II Світових воєн, художня панорама меморіалу українським січовим стрільцям на горі Маківка, стенди з фотографіями вояків УПА. Частина експозиції присвячена пам"яті Героя Небесної сотні — Олега Ушневича. Є куточок пам'яті новітніх Героїв АТО.
У четвертому духовному залі зібрані унікальні речі сакрального мистецтва: іконостас Церкви Різдва Пресвятої Богородиці м. Сколе та плащаниця 1895 року. Експонується друге видання Требника або Богословної книги Митрополита Української Православної Церкви Петра Могили 1646 року. Є передані священицькі ризи греко-католицького священника Василя Головацького, є низка фото старовинних бойківських церков, документи, які підтверджують перебування Андрея (Шептицького) на теренах Сколівщини, десятки книг кінця ХІХ та поч. ХХ століть.
Для огляду доступні знайдені речі баронів Гредлів, фотоекспозиція м. Сколе часів ХІХ-ХХ століть. Зокрема проілюстровано діяльність великих на той час промисловців братів Гредлів, їхній знаменитий палац, фотофактаж будування вузькоколійки, сплав деревини річками, полювання на оленів та ведмедів у Карпатах.
Таємничою для оглядачів є стилізована світлиця Захара Беркута, де гість поринає у часи монголо-татарської навали ХІІІ ст. з відповідною атрибутикою, архітектурним колоритом, манекенами, елементами зброї, луків, речами побуту, макетами звірів.
Гарно можна повторити уроки історії Української повстанської армії в підземеллі будинку, де збудовано криївку партизанів. Там зберігаються речі, документи, книги, листівки, які й справді були знайдені в лісах Сколівщини і належали упівцям.
Також для наочного прикладу за інформацією очевидців, в підвалі створено кабінет допиту НКВС та в'язницю. Фотоілюстрації звірств НКВС, документи зі сколівських тюрем, світлини загиблих повстанців…

## Діяльність
У музеї, для ширшого пізнання історії Бойківщини, проводяться різноманітні історико-просвітницькі заходи, семінари, презентації, звичаєві розважальні забави, мотивуючі розіграші та конкурси між відвідувачами.
Колекція музею постійно поповнюється завдяки силам місцевих жителів, зберігачам старовини.